# Епрвил ан Румоа
Епрвил ан Румоа (фр. Epreville-en-Roumois) насеље је и општина у северној Француској у региону Горња Нормандија, у департману Ер која припада префектури Берне.
По подацима из 2011. године у општини је живело 384 становника, а густина насељености је износила 57,74 становника/km². Општина се простире на површини од 6,65 km². Налази се на средњој надморској висини од 136 метара (максималној 148 m, а минималној 114 m).

## Демографија
| 1962. | 1968. | 1975. | 1982. | 1990. | 1999. | 2011. |
| ----- | ----- | ----- | ----- | ----- | ----- | ----- |
| 231   | 254   | 279   | 302   | 351   | 317   | 384   |

График промене броја становника у току последњих година